# Mariano Peyrou
Pour les articles homonymes, voir Peyrou.
Mariano Peyrou, de nom complet Mariano Peyrou Tubert, né à Buenos Aires en 1971 et établi à Madrid depuis 1976, est un poète qui écrit en castillan, un musicien (saxophoniste) et un traducteur espagnol. Son œuvre apparaît dans différentes compilations ou anthologies de la poésie espagnole contemporaine.
Il est également traducteur depuis l'anglais, notamment de l'écrivain chinois Mo Yan, Prix Nobel de littérature en 2012, de Rainer Maria Rilke ou de Nick Cave.

## Biographie
Mariano Peyrou est né à Buenos Aires, en Argentine en 1971, mais sa famille migre à Madrid, en Espagne en 1976, après la mort de Francisco Franco, qui entraîna le processus de transition démocratique, et où il vit toujours aujourd'hui.
Licencié en anthropologie sociale, il a vécu dans la Résidence d'Étudiants avec une bourse d'études de création artistique.
En 2008, il participe à l'anthologie poétique Deshabitados, de Juan Carlos Abril, dans laquelle il se fait remarquer comme étant « celui qui expose avec le plus d'humilité et de lucidité la théorie anti-métaphysique post-moderne » et qui propose de « laisser de côté le moi métaphysique pour donner plus d'espace au moi physique. »
Les poètes présents dans cette anthologie, bien qu'étant jeunes — condition si chère à T. S. Eliot, figure importante pour la poésie espagnole — ont déjà publié, et selon certains, on déjà commencé à faire histoire en réinventant le mot poétique et en prenant le pas sur la génération antérieure.
En plus de le traduire en 2007, Mariano Peyrou fait la critique de Mo Yan dans la presse espagnole.
Il est par ailleurs professeur de lettres et anime des ateliers d'écriture créative à l'Université pontificale de Comillas à Madrid.
En 2014, il s'aventure hors de la poésie et publie un recueil, La tristeza de las fiestas, de différents genres — nouvelles, théâtre, un entretien imaginaire, exercices de jeux verbaux —, tous autour de la thématique de l'amour. L'auteur cherche, tout en divertissant le lecteur avec des jeux de mots, des portraits surprenants ou des argumentations implacables de ses personnages, à créer un espace et un temps, à montrer des personnages tels qu'ils sont.
Après 2010 et Temperatura voz, Mariano Peyrou formalise à nouveau son travail poétique en 2015 avec le recueil Niños enamorados, qui a une approche plus intellectuelle et philosophique que son précédent — « de la poésie pour poètes » comme le définit El País.
En 2016, il publie son premier roman, De los otros.

## Œuvre

### Œuvre poétique
- La voluntad de equilibrio[a], 2000[9].
- A veces transparente[b], 2004.
- De las cosas que caen, Bajo la luna, 2004.
- La unidad del dos, EDUCC, 2004.
- La sal[c], Pre-Textos, 2005.
- Estudio de lo visible[d], Pre-Textos, 2007[10].
- Temperatura voz[e], Pre-Textos, 2010[11].
- Emergencia : Argentina[f], Estampa Ediciones, 2012.
- Niños enamorados[g], Pre-Textos, 2015[12].
- El año del cangrejo, Pre-Textos, 2017.
- Posibilidades en la sombra, Pre-Textos, 2019[13]

### Participation dans des éditions collectives de poésie
- Todo es poesía menos la poesía[h], 2004.
- Le cahier Por dónde camina la poesía española. Revista Letra internacional 98. Numéro 98. Fundación Pablo Iglesias,  (ISSN 0213-4721), 2008.
- Deshabitados[i], 2008.

### Romans
- De los otros[j], Sexto piso, 2016[14]
- Los nombres de las cosas, Sexto Piso, 2019[15].
- Lo de dentro fuera, Sexto Piso, 2021.

### Essais
- Tensión y sentido. Una introducción a la poesía contemporánea, Taurus, 2020[16]

### Autres genres
- La tristeza de las fiestas, Pre-Textos, 2014[k] (divers genres : nouvelle, théâtre, un entretien imaginaire, exercices de jeux verbaux[6],[17])

### Traductions
Mariano Peyrou traduit toujours de l'anglais à l'espagnol, même si la langue originale est autre.
- De aprendiz a maestro : una lección sobre las dimensiones de mi propia estupidez (de Soko Morinaga, v.o. Jap., 2005[l])
- El sol : una biografía (de David Whitehouse (en), 2006[m])
- El chico que cayó del cielo : una historia real (de Ken Dornstein 2006[n])
- Grandes pechos, amplias caderas (de Mo Yan, v.o. chi., 2007[o])
- En Marruecos (d'Edith Wharton, 2008[p])
- El universo publicitario : una historia global de la publicidad (de Mark Tungate, 2008[q])
- El momento futurista : la vanguardia y el lenguaje de la ruptura antes de la Primera Guerra Mundial (de Marjorie Perloff, 2009[r])
- Blues : la música del delta del Mississippi (de Ted Gioia, 2010[s])
- Irse : memorias de Rumanía (de Mihai Grünfeld, v.o. ro., 2011[t])
- El poseedor y el poseído : Handel, Mozart, Beethoven y el concepto del genio musical (de Peter Kivy (en), 2011[u].
- El arte en su destierro glogal (de Francisco Javier Arnaldo Alcubilla, Eva Fernández del Campo, Uwe Fleckner, Francisco Javier Arnaldo Alcubilla, v.o. fr., ang. et all., 2012[v])
- El empleado (de Leslie Poles Hartley, 2012[w])
- Gótico carpintero (de William Gaddis, 2012[x])
- Del color de la leche (de Nell Leyshon (en), 2013[y])
- En Ronda : cartas y poemas (de Rainer Maria Rilke, v.o. ang., fr., all., 2013[z])
- Una historia natural del piano : de Mozart al jazz moderno (de Stuart Isacoff, 2013[aa])
- Jota Erre (de William Gaddis, 2013[ab])
- Un hombre disponible (de Hilma Wolitzer (en), 2014[ac])
- Vita nova (de Louise Glück, 2014[ad])
- La canción de la bolsa para el mareo (de Nick Cave, 2015[ae])
- Giles, el niño-cabra (de John Barth, 2015[af])
- Repertorio de vituperios musicales (de Nicolas Slonimsky, 2016[ag])

## Prix
- Prix V Premio María del Villar, 1999.